# Церковь Апостолов

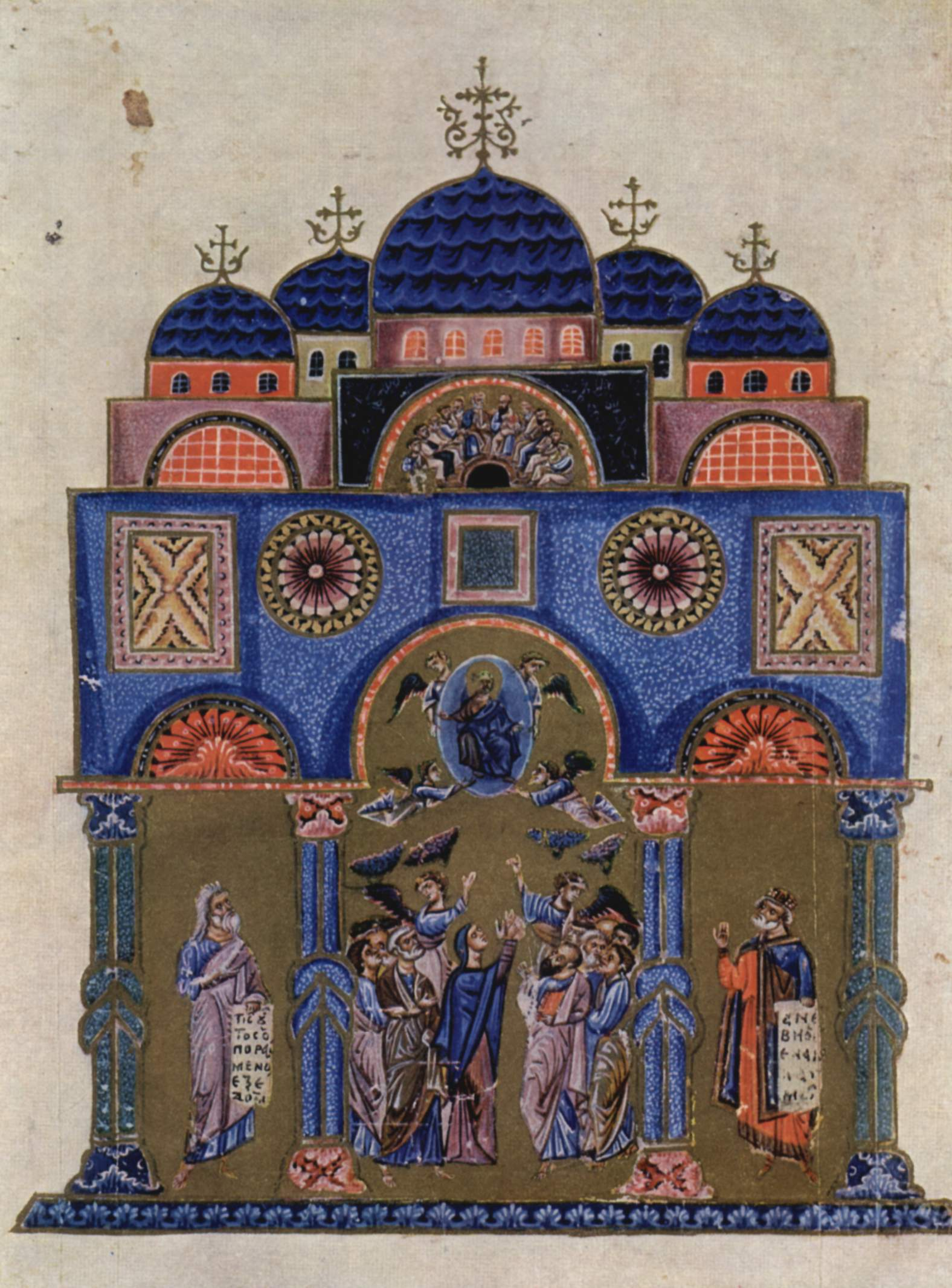
Миниатюра из Ватиканского кодекса 1162 г.

Храм Святых Апостолов (греч. ναός τῶν Ἅγίων Αποστόλων) в Константинополе — располагавшийся до 1461 года православный храм на месте нынешней мечети Фатих в районе Фатих города Стамбул (Турция). 
Ряд святынь и сокровищ храма, похищенных в ходе Четвёртого крестового похода (1204), хранятся в базилике св. Марка в Венеции (Италия).

## История
Первоначальное здание базилики было построено около 330 года Константином Великим как главный храм новой столицы Константинополя, закончено его сыном Констанцием II, который поставил в нем гроб с телом своего отца, тем самым положив начало традиции захоронения в храме императоров Восточной Римской империи. Об облике первой церкви Апостолов известно из свидетельства Евсевия о том, что храм был высок, прекрасно украшен кусками облицовочного камня разных цветов от основания до кровли, которая была украшена изящной резьбой и позолочена, ажурная каменная резьба по бронзе и золоту опоясывала купол.
С окончанием строительства собора св. Софии церковь Апостолов оказалась в тени этого грандиозного сооружения. Чтобы исправить положение, император Юстиниан поручил Исидору Милетскому возвести на месте Константиновой базилики новый храм, призванный стать усыпальницей всего императорского семейства. Освящен он был 28 июня 550 года и оставался вторым по значению храмом Византии на протяжении семисот лет.
Василий I Македонянин предпринял обновление храма, а при его внуке Константине Багрянородном поэт Константин Родосский составил описание этого храма в стихах. Среди хранившихся в храме святынь были главы апостолов Андрея, Луки и Тимофея, мощи патриарха Иоанна Златоуста и фрагмент столпа, к которому был привязан Иисус во время бичевания (ныне в соборе Святого Георгия в Стамбуле). Храм был разграблен крестоносцами в 1204 году, гроб Юстиниана подвергся осквернению, а из вскрытой гробницы Ираклия была похищена золотая корона с волосами.
После падения Латинской империи Михаил VIII воздвиг в храме статую своего покровителя, Архангела Михаила, однако восстановлением храма пришлось заниматься его сыну Андронику. Тем не менее скудеющая императорская казна была не в состоянии поддерживать грандиозный храм в должном состоянии, и к моменту взятия города турками в 1453 году он изрядно обветшал и был полузаброшен.
После падения Константинополя, в 1453 году Патриарх Геннадий Схоларий перенёс в храм Апостолов свою кафедру, где она находилась до 1456 года, когда была перенесена в Церковь Богородицы Паммакаристы.
После сноса храма в 1461 году на месте последнего по повелению султана Мехмеда II в 1463—1471 годы была возведена мечеть Фатих.

## Архитектура
Об архитектуре церкви можно судить только по описаниям современников и по нескольким древним изображениям.
О константиновской постройке писали  Евсевий и Григорий Богослов. Из этих текстов можно предположить, что храм имел в плане форму креста и имел один купол. Крыша и купол была покрыты медью.

Глава 58. О постройке храма в честь Апостолов в Константинополе.
После сего начал он в одноименном себе городе строить храм в память Апостолов, и когда это здание возведено было до несказанной высоты, стены его с верху до низу василевс обложил разноцветно блистающими камнями, а купол, украшенный мелкими углублениями, покрыл весь золотом. Снаружи, вместо черепицы, медь доставляла зданию надежную защиту от дождей, по меди же положена густая позолота, так что блеск ее, при отражении солнечных лучей, был ослепителен даже для отдаленных зрителей, купол вокруг обведен был решетчатым, сделанным из золота и меди барельефом.
Глава 59. Описание того же храма.
Так-то великая щедрость и усердие василевса украсили этот храм. Вокруг же храма простирался весьма обширный двор, открытый для чистого воздуха, по четырем его сторонам тянулись портики и замыкали площадь, окружавшую храм, за портиками занимали пространство дворцы василевса, бани, гостиницы и многие другие помещения, приспособленные к удобствам стражей (φρουροις) этого места.
— https://azbyka.ru/otechnik/Evsevij_Kesarijskij/o-zhizni-blazhennogo-vasilevsa-konstantina/4_58

Много изящных произведений зодчества в царственном городе, которыми гордится он; но преимущественно пред прочими может похвалиться небесными храмами, храмами некогда моими, а теперь для меня чуждыми, в числе же других и великолепным храмом Апостолов, который крестообразными стенами разсекается на четыре части.
— https://ru.wikisource.org/wiki/Сон_о_храме_Анастасии,_который_св._Григорием_устроен_был_в_Константинополе_(Григорий_Богослов)
Несколько более подробное описание уже юстиниановской постройки дал Прокопий Кесарийский в своем произведении О постройках. Из данного описания можно вывести, что новое строение сохранило в плане крест, имело пять куполов, центральный купол лежал на парусном своде, внутри здания проходы с колоннами и галереи второго яруса.

9. Затем он сделал следующее, показывая, что он высоко чтит всех апостолов. В Византии издревле был храм, посвященный всем апостолам. Вследствие продолжительного времени пришедший уже в разрушение, он вызывал подозрение, что больше уже не выстоит. 10. Разобрав его, император Юстиниан приложил старание не столько восстановить его в прежнем виде, сколько и по величине и по красоте сделать его более достойным внимания. 11. Свое стремление он выполнил следующим образом. Были проведены две прямые линии, посередине пересекающиеся друг с другом наподобие креста; первая прямая шла с востока на запад, пересекающая ее вторая линия была обращена с севера на юг. 12. Огражденные извне по периферии стенами, внутри, и наверху и внизу, они были украшены колоннами. На этих двух прямых, там, где они соединяются, – а это как раз приходится посредине их обеих – установлено место, доступное только для церковнослужителей, которое они, как и естественно, называют алтарем и ризницей. 13. Стороны прямой, лежащей поперек, идущие в ту и другую сторону, являются между собой одинаковыми; у той же прямой, которая обращена на запад, одна часть больше другой настолько, чтобы образовалась форма креста. 14. Что же касается крыши, находящейся наверху так называемого святилища, то она сделана совершенно одинаковой с той, которая находится посредине храма Софии, и отличается от нее только меньшими размерами. 15. Четыре арки высоко поднимаются кверху и соединены между собою так же, как в храме Софии; поднимающееся над ними круглое сооружение прорезано окнами, а находящееся наверху полушарие создает впечатление, что оно витает в воздухе, а не покоится на твердом основании, хотя выстроено оно с соблюдением полной безопасности. 16. Средняя часть крыши сделана следующим образом: на четырех сторонах, как мною сказано, сделаны <купола>, величиною одинаковые с средним, с тем только отличием, что нижняя часть полушария у них не имеет оконных прорезов.

Поэтическое описание Константина Родосского самое многословное, изобилует подробностями, которые, однако, довольно сложно интерпретировать. Поэтому существует значительное количество порой довольно сильно отличающихся друг от друга реконструкций планов храма (T. Reinach, 1896, O. Wulff, 1898, A. Heisenberg, 1908, G. A. Soteriou, 1922 и др.)

Зодчий, воздвигший премудро сей храм, будь то Анфимий или Младший Исидор - ведь все историки-бытописатели говорят, что это великолепное произведение, - начинает постройку преславного здания с того, что начертывает линейную фигуру куба. Куб же есть четырехсоставная фигура, имеющая повсюду равные измерения, будь то в числах или в линиях. Вычертив этот куб и врыв его кубическую фигуру в землю, мастер делает внизу на земле четыре прямые угла, наподобие корабельных носов, расположенных друг против друга, двучастные, все двуликие, хорошо приноровленные. Утверждает он также четверочисленные камни, четверобедренные, четырехсоставные, которые должны нести среднюю сферу и своды, надежно основанные. И противопоставив друг другу эти камни на стольких же сторонах, исходя из одного средоточия, расположив их попарно по кресту и обратив эту небывалую схему к востоку, западу, югу и северу, он вывел пятисложное здание, имеющее досточтимый образ Креста, покрывая столькими куполами крышу, сколько расположил он по кругу сфендонов*, сочетая ими обоими [т.е. куполом и сфендоном] свод со сводом и далее цилиндр с цилиндром, соединяя столб со столбом, один с другим, и согласуя одну сферу, словно получастный холм, с другой в шаровидном сочетании. Внизу же он поставил равным образом друг рядом с другом камни, искусно и премудро приладив для них прочные основания, наделив их мощными базами, дабы они, отьединившись друг от друга от налегающей тяжести, не обрушили верхние круги сводов и не дали разбиться на земле куполу. Сладив таким образом строение храма, как ни одно другое здание до того, он поставил в четырехугольнике четыре основания, равные четверочисленным столпобашням**, всюду соблюдая меру четверицы, так что получилось шестнадцать столпобашен, четверобедренных и четверочастных по составу, которые все образовали столько же сводов, за исключением тех, которые стояли на краях и занимали последнее место. Ведь одни из них стояли на юге, другие - на севере, третьи - в свою очередь на западе, а четвертые - на розоцветном востоке. Ибо так должна быть вычерчиваема кубическая схема, в четверочисленном сочетании имея равные площади в соответствии со сторонами. Другие же четверосоставные столбы, четверобедренные и четверочастные по составу, спускаясь словно из нездешнего пустого пространства на расположенные внизу, подъемлют ввысь высочайшие своды, принимающие на себя куполообразное покрытие. Затем они поворачивают на запад, проходя по тому же пути, что и нижние, а затем, идя к северу, образуют надежнейший строй, подобно полководцам и военачальникам, построившим свои фаланги крестообразно. И когда они, словно гиганты, достигли высоты и простерли руки в воздух, протянув один другому правую руку и переплетя друг с другом пальцы, то, уподобляясь хорошо округленным, многократно обточенным цилиндрам, они образуют сочетающиеся по кругу своды и, натягивая при помощи этих сводов четыре хорошо прилаженных круга, называемых у строителей сфендонами, они равномерно держат пятичисленные купола. Притом мастер благочестивым образом расположил средний купол так, чтобы он господствовал над всем, ибо он должен был служить великим престолом Господа и сенью пречестного изображения, написанного в середине великолепного дома. Ты сказал бы, что зодчий сделал эти купола неким небом из бронзовых плиток, раскаленных в огне, и там, где они ниспадают, привел их благолепным и доселе неизвестным образом в согласие с плечами сводов, как главы закованных в бронзу столпобашен.
— https://studfile.net/preview/3547410/page:72/

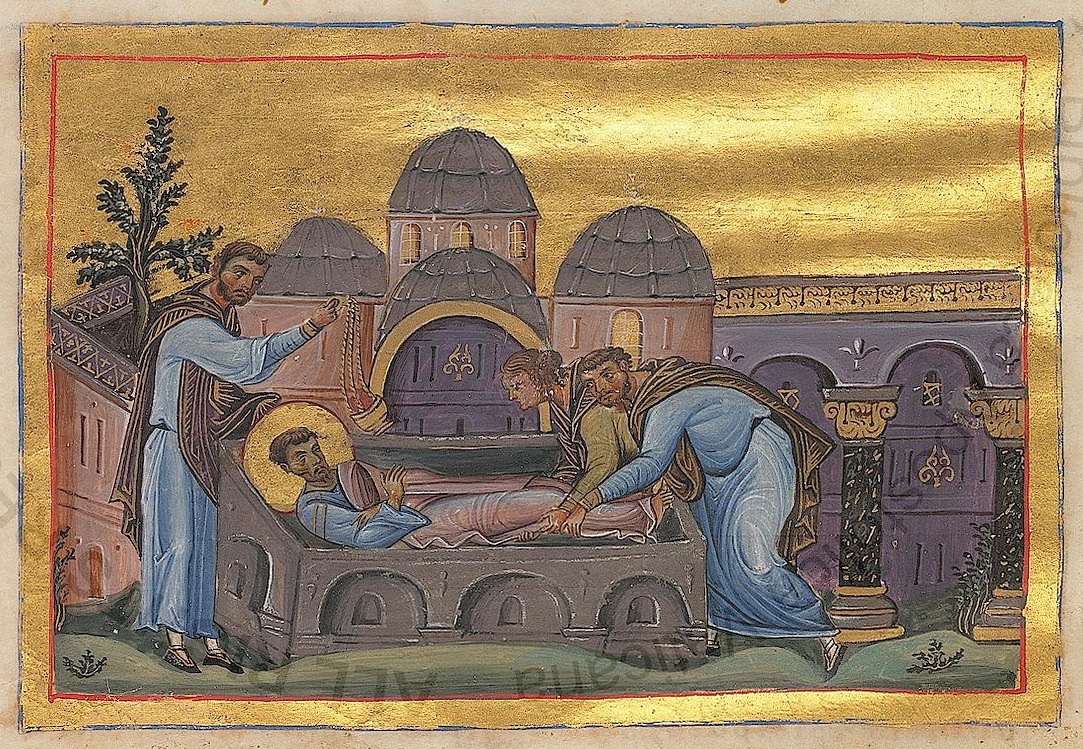
Обретение мощей Луки Евангелиста в храме Апостолов (миниатюра из Минология Василия II, 979—989 годы)
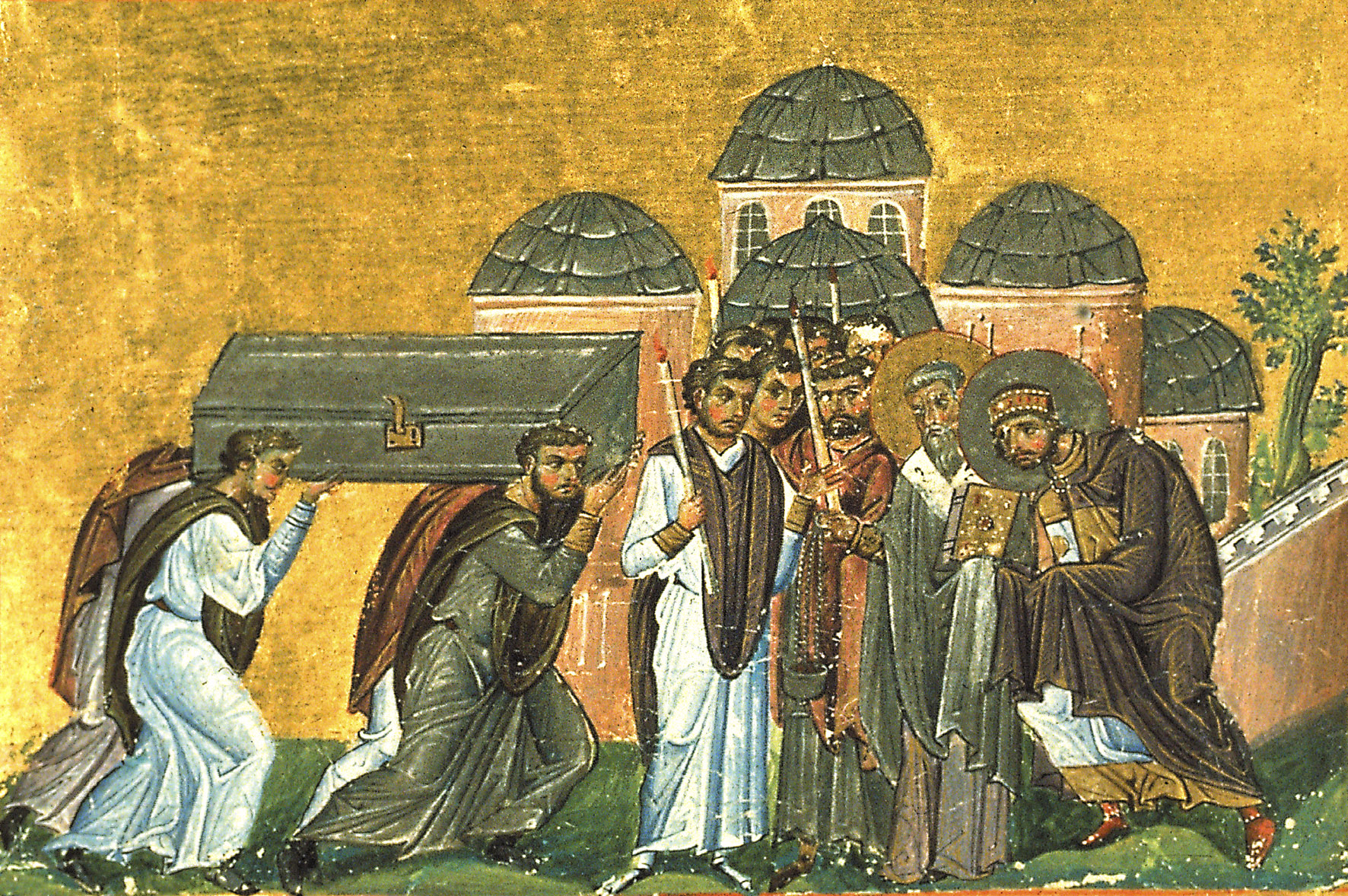
Перенесение мощей Иоанна Златоуста в храм Апостолов  (миниатюра из Минология Василия II, 979—989 годы)
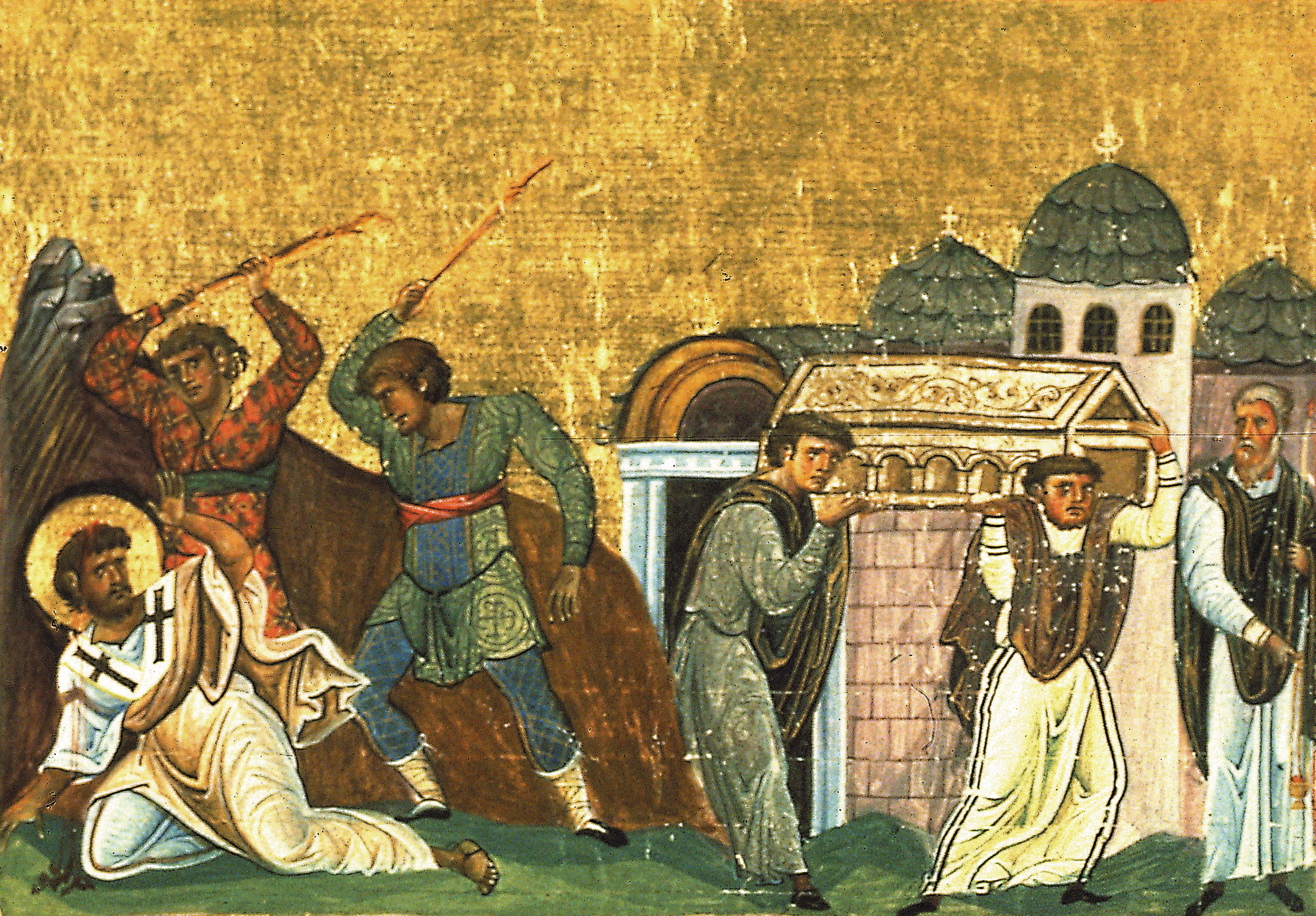
Мученичество Тимофея Эфесского и перенос его мощей в храм Апостолов (миниатюра из Минология Василия II, 979—989 годы)
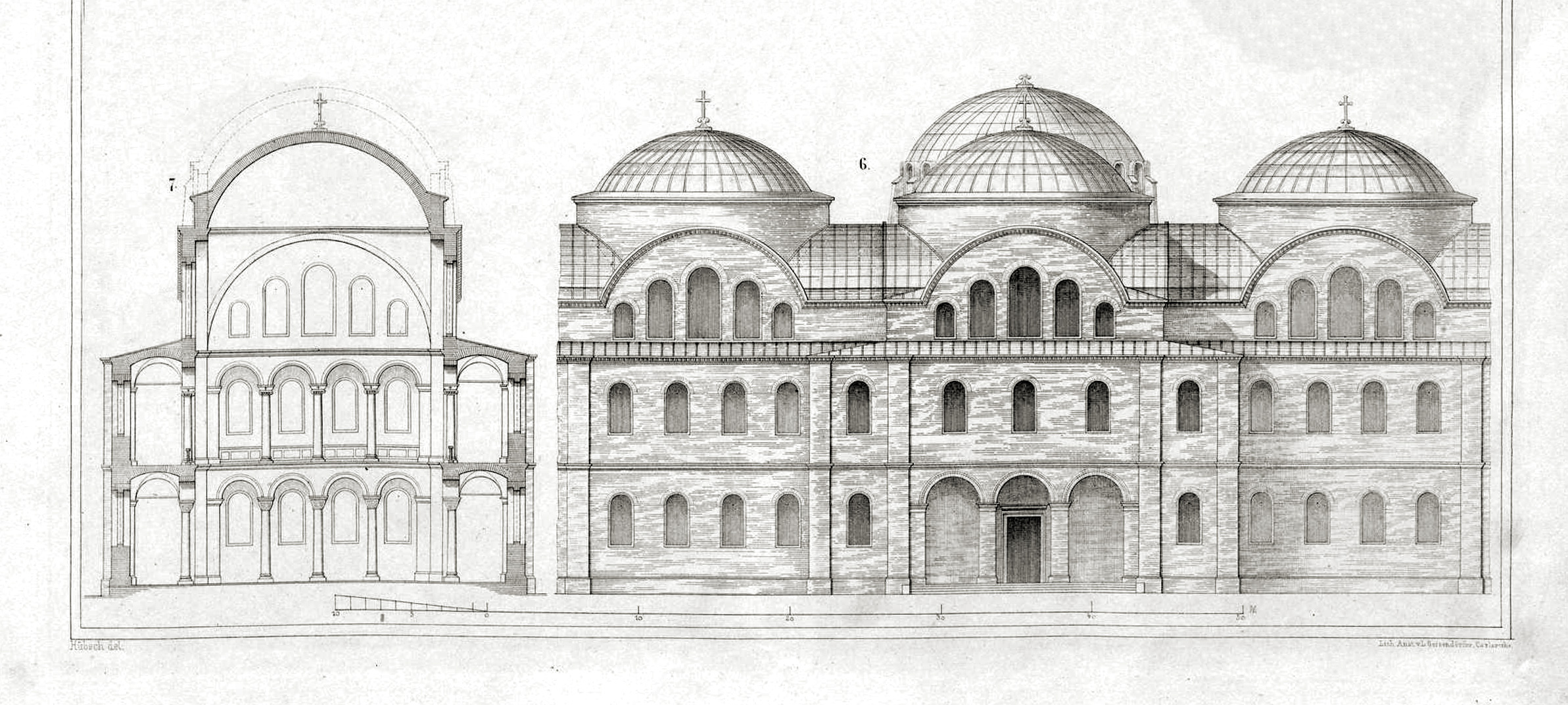
Генрих Хюбш, реконструкция фасада и разрез, 1863
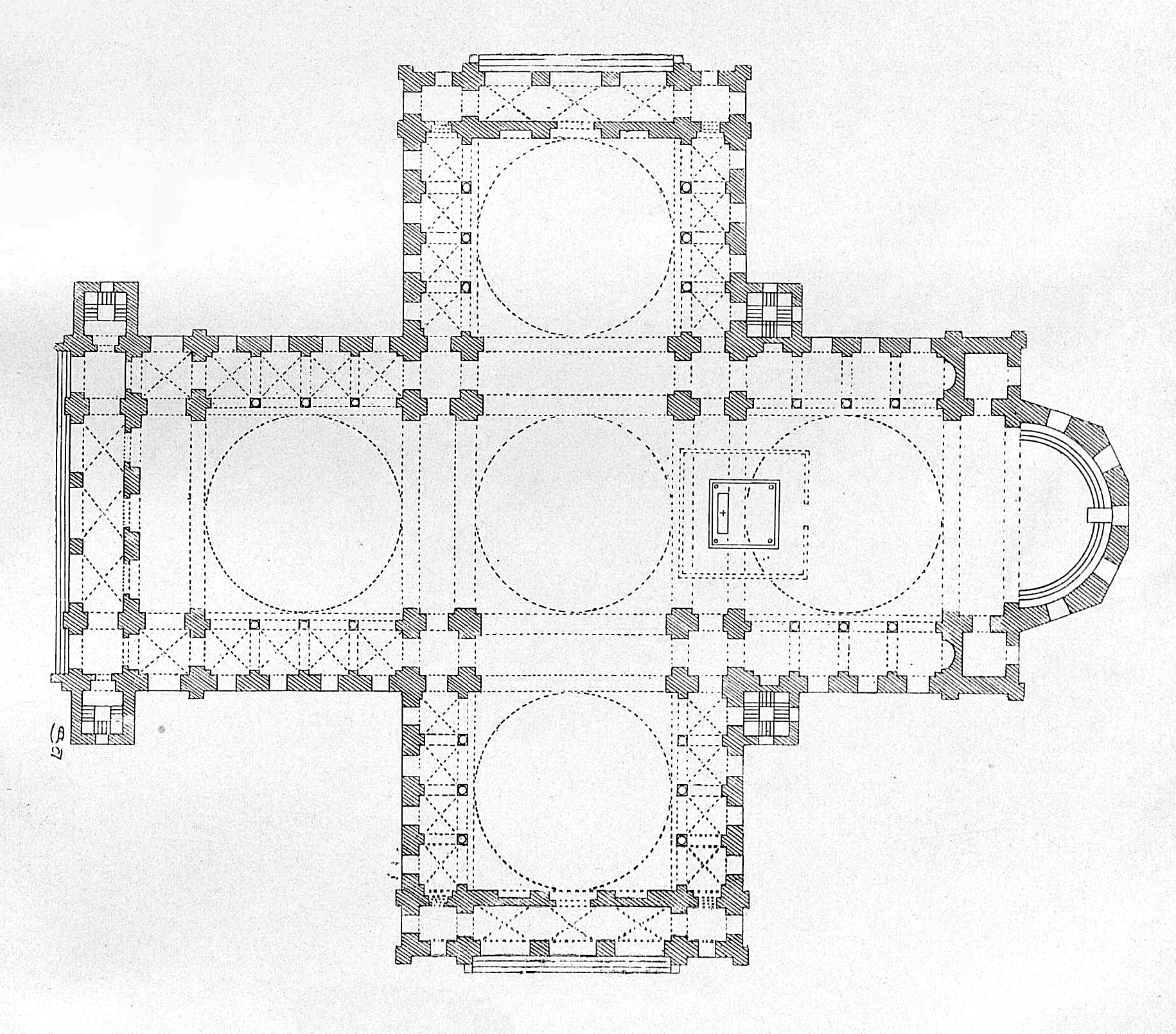
Генрих Хюбш, реконстркция плана, 1863

## Погребения

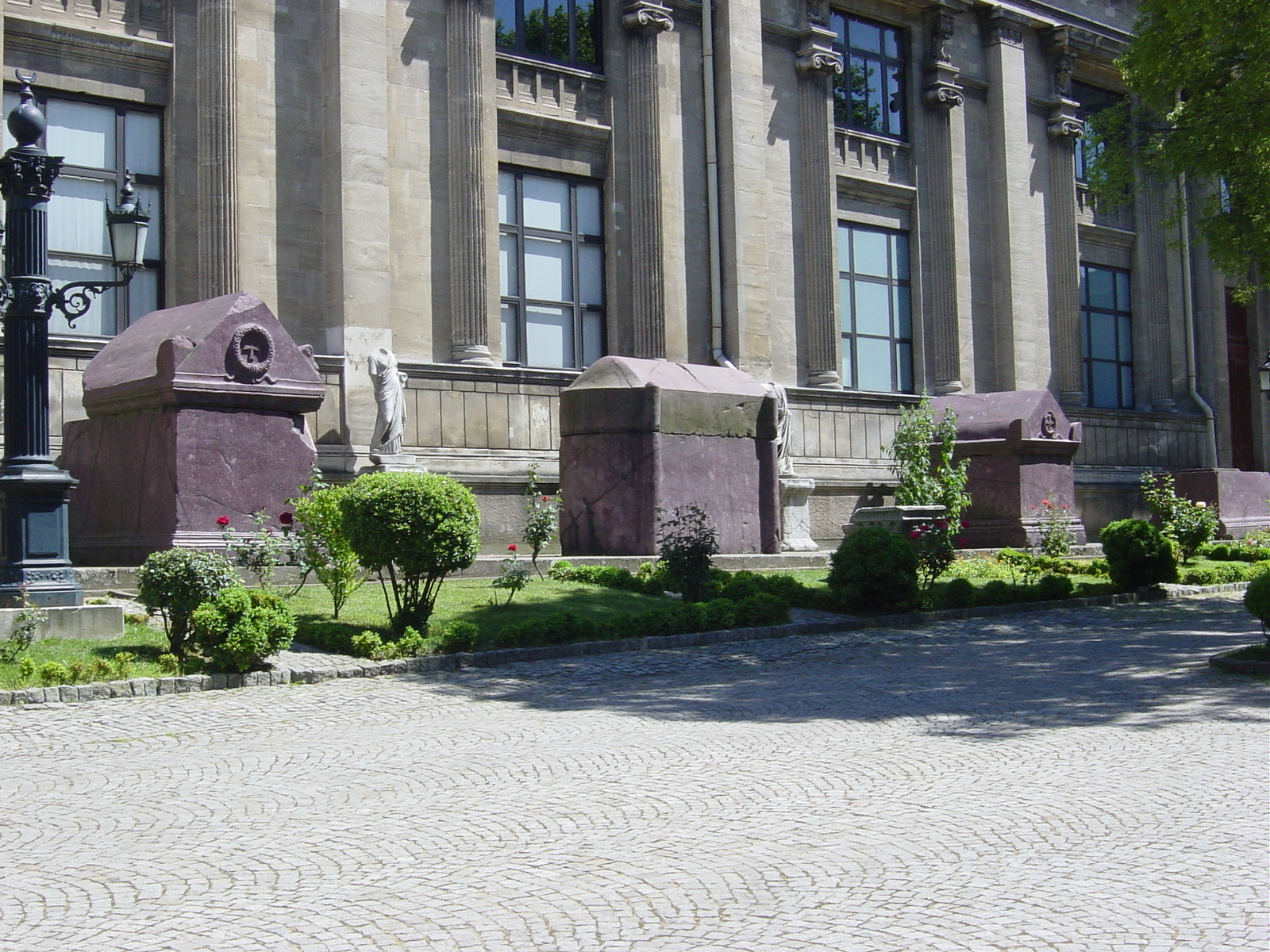
Порфирные саркофаги римских императоров в Археологическом музее Стамбула

Усыпальницы храма служили местом погребения для большинства императоров Восточной Римской империи, членов их семейств, а также некоторых Вселенских патриархов в течение 7-и веков; здесь, в частности, были похоронены императоры:
- Константин I Великий
- Иовиан и его жена Харито
- Валентиниан I и его жена Марина Севира
- Феодосий I Великий
- Маркиан и Пульхерия
- Ариадна
- Анастасий I
- Юстиниан I и Феодора
- Евдокия
- Ино Анастасия
- Фауста
- Евдокия
- Анастасия
- Лев VI и три его жены (Феофано, Зоя Заутца, Евдокия Ваяна)
- Евдокия Ингерина
- Никифор II Фока
- Феодора
- Зоя Порфирородная
- Юлиан II Отступник

Также там были погребены тела патриархов Никифора и Кириака II.